# Gertrud Burgsthaler-Schuster
 (août 2025).
Répertoire
voir Répertoire
Gertrud Burgsthaler-Schuster (née le 22 février 1916 à Autriche, morte le 28 octobre 2004 dans la même ville) est une chanteuse d'opéra autrichienne.

## Biographie
Gertrud Schuster étudie de 1935 à 1938 le chant à l'académie de musique et des arts du spectacle de Vienne. En 1938, elle épouse le lieutenant-colonel Hugo Burgsthaler. Le couple a deux fils, Peter et Heinz. En raison de l'annexion de l'Autriche par l'Allemagne hitlérienne, la Seconde Guerre mondiale et les restrictions associées imposées aux théâtres et leurs jeunes enfants, elle n'a pas alors d'engagement.
Le Wiener Staatsoper, le Haus am Ring, est détruit le 12 mars 1945 par un bombardement. Le Stunde Null de l'opéra national débute en mai 1945 dans les bâtiments de l'Opéra populaire et du Theater an der Wien. Les débuts de Gertrud Burgsthaler-Schuster ont lieu le 29 juillet 1945 dans le cadre des petits personnages populaires, d'abord dans Carmen puis Tosca dans un petit rôle derrière la scène. Elle débute réellement en costume en septembre 1945 dans Der Evangelimann.
Burgsthaler-Schuster assume un total de 28 rôles à l'Opéra national, principalement des seconds et petits, en 328 représentations au total. Elle chante sous la direction d'Otto Ackermann, János Ferencsik, Herbert von Karajan, Josef Krips, Wilhelm Loibner, Rudolf Moralt, Felix Prohaska, Franz Salmhofer et Kurt Tenner.
Elle se produit à nouveau au Staatsoper en 1955 au Theater an der Wien. Elle ne chantera jamais dans le Haus am Ring, rouvert après la reconstruction de novembre 1955.
En 1950, la chanteuse épouse Horst Granzner, un médecin de Linz et accepte un engagement au Landestheater Linz. Elle y chante plus de soixante rôles pendant 14 saisons sous les sept directeurs Brantner, Walleck, Fischer-Colbrie, Schroer, Krahl et Wöss/Stögmüller/Holschan. À Linz, elle montre ses capacités vocales impressionantes ainsi que ses performances théâtrales dramatiques. Au Landestheater Linz, elle chante une soixantaine de rôles au total, variés vocalement, de la profonde Erda dans L'Anneau du Nibelung à la très allongée et plus légère Lady Macbeth. Elle chante notamment sous la direction de Giuseppe Patanè ou Kurt Wöss.
La chanteuse participe à deux premières mondiales. En 1960, elle incarne Jocaste dans Œdipe de Helmut Eder. Et en 1964, elle crée Regen am Sonntag de Bert Rudolf.
Une douleur à la hanche complique les performances, elle décide en 1965 de se retirer de la scène. Elle dit alors au revoir en étant une brillante princesse Eboli dans Don Carlos de Giuseppe Verdi, mais revient sur la scène du théâtre national en 1967, en tant que Waltraute dans Le Crépuscule des dieux de Wagner.
Gertrud Burgsthaler-Schuster est invitée parfois sur d’autres scènes en Allemagne et à l'étranger. En 1949, elle reprend le rôle de Mary dans Der Fliegende Holländer au Teatro San Carlo de Naples. En 1950, elle chante au festival de musique de Pérouse. En 1951, elle est invitée à nouveau à Naples. En 1957, le Seefestspiele Mörbisch invite Burgsthaler-Schuster à assumer le rôle de Czipra dans Der Zigeunerbaron de Johann Strauss aux côtés de Helge Rosvaenge. Elle le reprendra en 1966.
Gertrud Burgsthaler-Schuster a une carrière de soliste moins importante. Elle prend part au Festival de Salzbourg en 1956, 1964 et 1965. Elle fait ses débuts en 1956 lors de deux concerts de musique sacrée avec l'orchestre du Mozarteum de Salzbourg dans l'Aula academica, dirigé par Joseph Messner. Dans les années 1960, elle chante l'alto solo dans le Requiem de Mozart à Salzbourg, à nouveau avec l'orchestre du Mozarteum de Salzbourg dirigé par Joseph Messner.
De 1963 à 1980, Gertrud Burgsthaler-Schuster enseigne le chant au conservatoire Bruckner de Linz.

## Répertoire
| Bizet: - Mercedes in Carmen Gluck: - Orpheus in Orfeo ed Euridice Gounod: - Marthe in Faust Engelbert Humperdinck: - Gertrud in Hänsel und Gretel Janáček: - La vieille Buryja et la bonne du curé in Jenůfa Lortzing: - La comtesse in Der Wildschütz Mozart: - Marcellina in Le nozze di Figaro - Dorabella in Così fan tutte Offenbach: - Metella in La Vie parisienne - Nicklausse et la voix de la mère in Les Contes d'Hoffmann Puccini: - Un jeune berger in Tosca - Suzuki in Madama Butterfly Smetana: - Ludmila et Háta in La Fiancée vendue Johann Strauss: - Prinz Orlofsky in Die Fledermaus - Czipra in Der Zigeunerbaron |  | Richard Strauss: - Le Page de Herodias in Salome - La première femme de chambre in Elektra Tchaïkovski: - La Gouvernante in La Dame de pique Verdi: - Lady Macbeth in Macbeth - Maddalena in Rigoletto - Ulrica in Ein Maskenball - Prinzessin Eboli in Don Carlos - Azucena in Il trovatore - Amneris in Aida Wagner: - Mary in Der Fliegende Holländer - Venus im Tannhäuser - Ortrud im Lohengrin - Erda in Das Rheingold - Siegrune in Die Walküre - Erda im Siegfried - Waltraute in Götterdämmerung - Kundry in Parsifal Weber: - Eglantine in Euryanthe Weinberger: - La Reine in Švanda dudák (Schwanda, der Dudelsackpfeifer') |

## Source de la traduction
- (de) Cet article est partiellement ou en totalité issu de l’article de Wikipédia en allemand intitulé « Gertrud Burgsthaler-Schuster » (voir la liste des auteurs).